# Kazimierzowo (Litwa)
Kazimierzowo (lit. Kazimieravas) − wieś na Litwie, w okręgu wileńskim, w rejonie solecznickim, w gminie Dziewieniszki, 6 km na wschód od Dziewieniszek, zamieszkana przez 7 ludzi.

## Historia
W czasach zaborów zaścianek i folwark w gminie Dziewieniszki, w powiecie oszmiańskim, w guberni wileńskiej Imperium Rosyjskiego. W 1866 roku folwark liczył 5 mieszkańców. Pod koniec XIX wieku zaścianek zamieszkiwało 15 osób, a folwark 9 osób. Folwark należał do Umiastowskich.
W latach 1921–1945 folwark i kolonia leżały w Polsce, w województwie wileńskim, w powiecie oszmiańskim, w gminie Dziewieniszki.
W 1931 kolonię w 7 domach zamieszkiwały 32 osoby, folwark w 1 domu 9 osób.
Wierni należeli do parafii rzymskokatolickiej w Dziewieniszkach. Miejscowość podlegała pod Sąd Grodzki w Holszanach i Okręgowy w Wilnie; właściwy urząd pocztowy mieścił się w Dziewieniszkach.
W Kazimierzowie urodził się Konstanty Górski (1868–1934), polski malarz.